# Bad Grund (Harz)
Bad Grund (Harz) è una città della Bassa Sassonia, in Germania. Appartiene al circondario di Gottinga.

## Storia
Il 1º marzo 2013 alla città di Bad Grund (Harz) vennero aggregati i comuni di Badenhausen, Eisdorf, Gittelde (con la frazione Teichhütte) e Windhausen, appartenuti alla comunità di Bad Grund.